# Andronic Cantacuzino
Andronic Cantacuzino (n. 1553 – d. 4 noiembrie 1601, Anchilalis) a fost un membru al familiei Cantacuzino.
S-a căsătorit în iunie 1576 la Anchialis cu Irina, fiica lui Iacob Ralli din Adrianopol, fiind cununați de patriarhul Iosif Arghiropoulos din Thesalonic. A avut 7 copii: Tudosia, Bălașa, Mihai, Dimitrie, Toma, Iordache și Constantin.
În vârstă de 25 ani la moartea tatălui său, Mihail Cantacuzino poreclit Șaitanoglu, Andronic fuge din Constantinopol cerând ajutor și protecție marelui vizir Mahomed Sököllü Pașa, prietenul tatălui său. Pentru câteva săptămâni ajunge vâslaș pe o galeră, după care este eliberat și i se permite să plece la sora sa, în Creta.
E foarte probabil ca după un timp să se întoarcă la Constantinopol unde, ajutat de socrul său, face negoț și-și îmbunătățește situația materială. Intervine în numirea lui Ștefan Surdul ca domn în Țara Românească și a lui Aron Tiranul în Moldova cu care-și căsătorește cele două fiice.
Ajunge vistiernic al lui Ștefan Surdul (septembrie 1591-aprilie 1592), apoi îl ajută pe Mihai Viteazul să devină domn. Devine ban, apoi mare vistiernic (23 noiembrie 1593-30 iunie 1595). Revine în această dregătorie în timpul lui Nicolae Pătrașcu (14 decembrie 1599 - 6 iunie 1600).
Semnează, alături de alți boieri, pe 9 iunie 1598 tratatul de alianță al Țării Rumânești cu împăratul Rudolf al II-lea, iar pe 26 iunie 1599 semnează tratatul cu Transilvania.
Este unul din cei 4 boieri numiți de Mihai Viteazul în vara anului 1600 să apere Țara Moldovei, iar în septembrie tratează în numele Domnului cu turcii.
Pe 4 noiembrie 1601 este adus la Poartă capul unui anume Andronic Grecul.